# Покровська церква (Константиновськ)
Покровська церква  (рос. Покровская церковь) — діюча церква Російської православної церкви в місті Константиновськ. Належить Волгодонській єпархії. Побудована за проектом архітектора П. С.  Студенікіна.

## Історія
Історія храму починається з 1708 року, коли в Бабської станиці була дерев'яна Покровська церква, але точних відомостей про час її спорудження не збереглося. Але 11 липня 1773 року через те, що сталася пожежа, церква згоріла. Нове будівництво було закінчено 29 жовтня 1779 року. У 1861 році в станиці збудували нову дерев'яну церкву з такою ж дзвіницею, але в іншому місці. У 1906 році в Донську Духовну консисторію від протоієрея Олександра Попова, надійшло прохання про дозвіл будівництва нової кам'яної Покровської церкви. У травні цього ж року, був затверджений проект нової церкви. В 1907 році, навесні, почалося її зведення.
Закінчення будівництва і обряд освітлення нової церкви відбулися в 1912 році. Храм був зведений за проектом архітектора Петра Семеновича Студенікіна. Всередині церкви знаходиться багатий іконостас з сірого та коричневого мармуру з вставками різнобарвного смальту. У 1930 році в храмі було розташоване зерносховище.

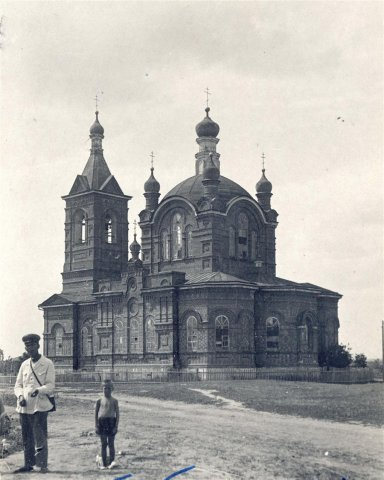
Константиновськ, Покровський собор

У 1942 році місто було зайняте німецькими військами, і будівля ними використовувалося як склад боєприпасів, але потім воно знову було передано віруючим. 9 червня 1945 р. в робочому селищі Константиновськ була зареєстрована церковна громада, яка вела свої богослужіння до 60-х років. На початку 1960-х років у церкві був зроблений ремонт з реставрацією інтер'єру (ікон, розписів), перекривалася покрівля. До кінця 80-х років в церковному будинку відбувалося розміщення спортивної школи.
Богослужіння відновилися лише в 1988 році, коли церква була повернена Російській Православній церкві.

## Архітектура
Побудована Покровська церква в Константиновську в цегляному стилі. В будівлі використані елементи візантійської, італійської архітектури епохи Відродження, давньоруської архітектури.
Вівтар виконаний гранчастими виступами з основним центральним. До ядра храму примикає головний вівтар і два бокових.
Покровська церква побудована з цегли. Зовнішня цегляна кладка стін залишена не оштукатуреною, що є важливим художнім елементом оформлення фасаду храму.
Храм має півциркульні вікна, їх обрамлення зроблено у вигляді профільованих цегляних архівольт з декоративними контрналичниками. Перед вівтарем розміщені мармурові іконостаси — в центральній частині триярусний, з боків — двоярусні.
В даний час церква є домінантою серед одноповерхової забудови Константиновська.